# Sarmatia (bướm đêm)
Sarmatia  là một chi bướm đêm thuộc họ Erebidae.

## Species
- Sarmatia albolineata Bethune-Baker, 1911 Angola
- Sarmatia ankasoka Viette, 1979 Madagascar
- Sarmatia expandens (Walker, 1869)
- Sarmatia indenta Bethune-Baker, 1909
- Sarmatia interitalis Guenée, 1854 southern Africa
- Sarmatia malagasy Viette, 1968 Madagascar
- Sarmatia subpallescens (Holland, 1894) western Africa
- Sarmatia talhouki Wiltshire, 1982 Arabia